# Покровка (Томская область)
Покровка — упразднённая деревня в Томском районе Томской области России. Входила в состав Светленского сельсовета. Исключена из учётных данных в 2004 году.

## География
Деревня располагалась на левом берегу реки Камышка (приток реки Томь), в 4 км (по прямой) к северо-востоку от села Петропавловка.

## История
Основана в 1894 г. По данным на 1926 год состояла из 109 хозяйств, основное население — русские. В административном отношении являлась центром Покровского сельсовета Томского района Томского округа Сибирского края.
В 1960-е годы попала в разряд неперспективных и должна была быть сселена к 1975 году.
Постановлением Томской облдумы от 28 октября 2004 года № 1547 деревня Покровка исключена из учётных данных.

## Население
| 1926 | 1939 | 1952 | 1959 | 1970 | 1977 | 1979 |
| ---- | ---- | ---- | ---- | ---- | ---- | ---- |
| 494  | ↗561 | ↘171 | ↘128 | ↘31  | ↘4   | ↘3   |
| 1989 | 2002 |      |      |      |      |      |
| ↘2   | ↘0   |      |      |      |      |      |